# Lawrie Peckham
Lawrence William « Lawrie » Peckham (né le 4 décembre 1944 à Melbourne) est un athlète australien, spécialiste du saut en hauteur. 

## Biographie
Il remporte la médaille d'or du saut en hauteur lors des Jeux de l'Empire britannique et du Commonwealth de 1966 et des Jeux du Commonwealth britannique de 1970, et s'adjuge la médaille d'argent aux Jeux du Commonwealth britannique de 1974.
Il participe à trois Jeux olympiques consécutifs, se classant 10e en 1964, 8e en 1968 et 18e en 1972.

### Palmarès
| Date | Compétition                                     | Lieu         | Résultat | Marque |
| ---- | ----------------------------------------------- | ------------ | -------- | ------ |
| 1962 | Jeux de l'Empire britannique et du Commonwealth | Perth        | 6e       |        |
| 1964 | Jeux olympiques                                 | Tokyo        | 10e      | 2,09 m |
| 1966 | Jeux de l'Empire britannique et du Commonwealth | Kingston     | 1er      | 2,08 m |
| 1968 | Jeux olympiques                                 | Mexico       | 8e       | 2,12 m |
| 1970 | Jeux du Commonwealth britannique                | Édimbourg    | 1er      | 2,14 m |
| 1972 | Jeux olympiques                                 | Munich       | 18e      | 2,10 m |
| 1974 | Jeux du Commonwealth britannique                | Christchurch | 2e       | 2,14 m |

### Records
| Épreuve         | Performance | Lieu | Date |
| --------------- | ----------- | ---- | ---- |
| Saut en hauteur | 2,19 m      |      | 1965 |